# Plusiodonta arctipennis
Plusiodonta arctipennis är en fjärilsart som beskrevs av Butler 1886. Plusiodonta arctipennis ingår i släktet Plusiodonta och familjen nattflyn. Inga underarter finns listade i Catalogue of Life.